# Колтюбинг
Колтюбинг (англ. Coiled tubing; колонна гибких насосно-компрессорных труб) — одно из перспективных и развивающихся направлений специализированного оборудования для нефтегазовой промышленности. Оно основано на использовании гибких насосно-компрессорных труб (ГНКТ), которые заменяют традиционные сборные насосно-компрессорные трубы при работах внутри скважин. Такие трубы благодаря своей гибкости способны предоставить доступ даже в боковые и горизонтальные стволы, кроме того не требуется производить операции по сборке/разборке бурильной колонны.
Колтюбинг широко используется в технологических, а также ремонтно-восстановительных работах, производимых на газовых, нефтяных и газоконденсатных скважинах.
Технология была изобретена во время второй мировой войны, при подготовке операции PLUTO, когда гибкие трубы были впервые использованы для подачи топлива по дну Ла-Манша для обеспечения снабжения наступающей военной техники союзников.
Широко данная технология стала применяться только в конце 1980-х. Является более дешёвой и экологичной по сравнению с классическими колоннами.
Одно из основных ограничений классического колтюбинга — невозможность использования вращения. Из-за этого для бурения основной скважины чаще используют традиционные установки, хотя существуют проекты бурения с помощью колтюбинга (Coiled tubing drilling), в том числе вращающегося (Rotating coiled tubing) или TTRD
На 2019 год, по данным Международной ассоциации колтюбинга (ICOTA) количество колтюбинговых установок  в мире оценивалось в 1678 шт, 665 из которых работала в Северной Америке, а в Российской Федерации и странах СНГ - 278 шт.
Такие установки находятся, как правило, в собственности профессиональных нефтесервисных компаний, которые в свою очередь оказывают услуги нефтяным компаниям. К крупнейшим операторам колтюбинговых установок по состоянию на 2019 год можно отнести: Шлюмберже -172 шт. и Халлибертон -154 шт.
Оборудование для колтюбинга включает не только гибкие насосно-компрессорные трубы (ГНКТ), но и различное внутрискважинное и наземное оборудование: колтюбинговый агрегат (в том числе катушку с трубами, инжекторную головку и др.), а также буровой насос, бустерную установку или специальные компрессоры для нагнетания инертного газа, технику для нагрева технологической жидкости, генератор инертного газа и разнообразное устьевое оборудование. В состав такого оборудования могут входить и многочисленные насадки, режущие инструменты, забойные двигатели, породоразрушающие инструменты, отклонители, пакеры и многие другие приборы.
Установки колтюбинговые делятся на три класса: лёгкий, средний, тяжёлый.
Для моделирования, инженерных расчетов и анализа процесса проведения технологических операций с применением ГНКТ используется специализированное программное обеспечение - симуляторы ГНКТ.
В Российской Федерации на настоящий момент имеются два завода-производителя  ООО "Стар Тьюбинг" , г. Ставрополь и  ООО «ЭСТМ», расположенное в  п. Каменецкий, Тульской области